# Sarah Balabagan
Sarah Balabagan, née le 16 août 1979, est une personnalité philippine, connue pour sa situation judiciaire et ses années de prison aux Émirats arabes unis de 1994 à 1996. Son affaire très polémique est portée à l'écran dans un film controversé en 1997. 

## Procès auxÉmirats arabes unis
Originaire de la communauté musulmane de l'île de Mindanao, dans les Philippines méridionales, dans la province du Sultan Kudarat. Comme beaucoup de Philippines, elle part pour un emploi de domestique, en mentant sur son âge. Elle obtient un poste dans la ville d'Al-Ain aux EAU. Le 19 juillet 1994, son employeur, Al-Baloushi d'Almas Mohamed, essaie de la violer, mais elle se défend et le tue de 34 coups de poignard. En juin 1995, une cour la condamne à sept ans d'emprisonnement. En septembre 1995, un deuxième tribunal la condamne à mort par peloton d'exécution. Un tollé international et une campagne de défense internationale entraînent une révision de son procès. Son cas devient le symbole des mauvais traitements des domestiques dans les pays du Golfe persique. Quelques mois plus tôt, à Singapour, un tribunal condamne, dans une affaire similaire, une domestique philippine, Flor Contemplacion, à être pendue.